# Гунсунь Чоу
Гунсунь Чоу (кит. 公孙丑) — один из учеников древнекитайского философа Мэн-цзы, уроженец владения Ци. Предположительно жил в III веке до н. э. Считается одним из авторов трактата «Мэнцзы», в котором вторая глава названа его именем. Глава состоит из ответов Мэн-цзы на вопросы Гунсунь Чоу и описания ситуаций с участием этих двоих и других учеников Мэн-цзы. Японский философ Ито Дзинсай (1627—1705) полагал, что вторая глава написана непосредственно самим Гунсунь Чоу.
В этой главе Мэн-цзы, отвечая на вопрос своего ученика, то есть самого Гунсунь Чоу, приводит притчу о крестьянине, который посадил рис, но был слишком нетерпелив, чтобы дождаться урожая, ходил по полю и тянул побеги вверх, чем погубил все растения.
Вторая глава этой книги стала источником китайской идиомы в значении «придётся по вкусу всем». Гунсунь Чоу спросил своего учителя: «Что вкуснее — мелко нарезанное жареное мясо или мелкие плоды жужубы» и Мэн-цзы ответил: «Без сомнений, мелко нарезанное жареное мясо — оно нравится всем!».